# عبد الرحمن جلطي
عبد الرحمن جلطي، (من مواليد 6 يوليو 1958) مغني راي وممثل جزائري، ولد في بئر خادم.

## حياته
كانت فترة نشاطه سنوات الثمانينيات وبداية التسعينيات 1985-1993م، ونال إعجاب الجمهور الجزائري والمغاربي بطبعه الخاص والمنفرد إذ كانت أغانيه ذات كلمات نقية وتلقى إقبالا كبيرا من العائلات وكذلك استخدامه لموسيقى غربية وشرقية في أعماله الغنائية.
مثل الفنان عبد الرحمن جلطي في فيلم لحن الأمل، للمخرج جمال فزاز وأدى فيه دور البطولة وكان من أهم الأعمال الدرامية في بداية التسعينات في ظل الظروف المتوترة التي مرت بها البلاد.

## أعماله

### أغاني
1. الصغيرة فالعمر الكبيرة فالعقل.
2. ديرولو الحنة.
3. نكبر معاك.
4. حبي حبي ليها.
5. بيني وبينك قصة طويلة.
6. خلوني.
7. أعطيني يدك.
8. مولات الخمار
9. غير انت
10. زواج بنتنا